# 苏兆征

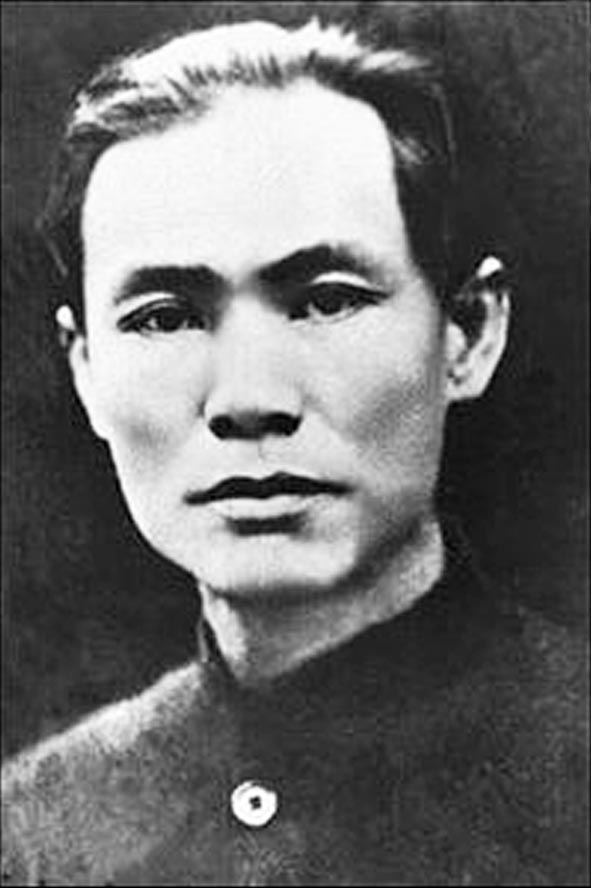
苏兆征

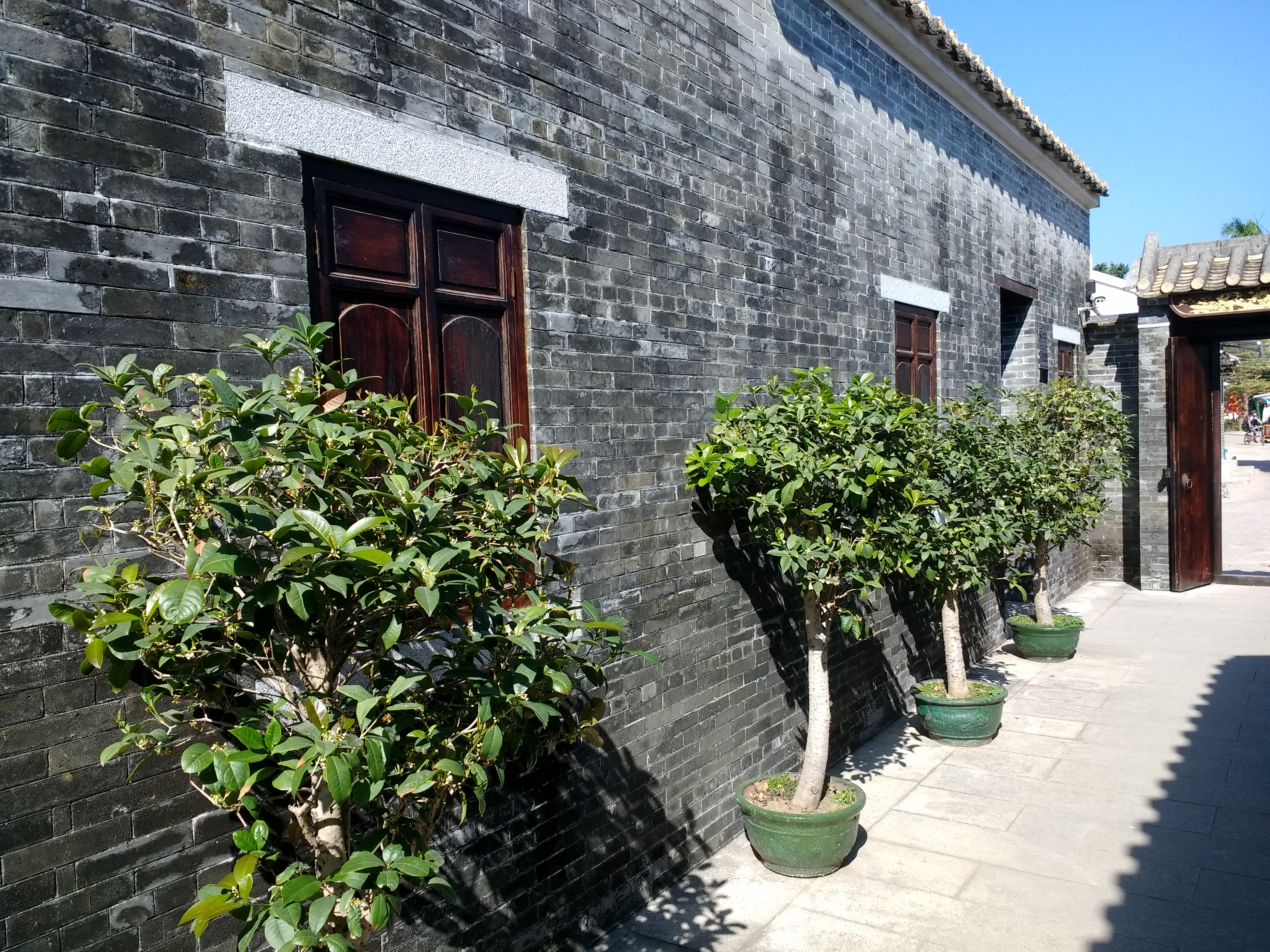
苏兆征故居，在珠海淇澳岛

苏兆征（1885年11月11日—1929年2月25日），原名吉，男，广东香山縣淇澳岛（今属珠海市唐家湾镇）人。中共早期领导人，工人运动活动家。

## 生平
出身贫苦农民家庭。1903年赴香港当外轮杂役。1908年加入中国同盟会，曾掩护孙中山等脱险。1921年3月和林伟民等人在香港成立中华海员工会联合总会。1922年1月12日在香港海員大罷工中，被选为罢工总办事处总务部主任和谈判代表之一，后任代理海员工会会长。
1925年跟随孙中山北上到北京，代表香港工人出席了在北京召开的国民会议促成会，並決議省港大罷工。席间认识李大钊，后加入中国共产党。先后任中华全国总工会执行委员、全国海员总工会执行委员会委员长、中华全国总工会委员长。1927年2月中华全国总工会从广州迁往武汉，被武汉国民政府委任为劳工部长。
在1927年中共五大上，当选为中央政治局候补委员；1927年八七会议上，被选为中央临时政治局委员，后又与瞿秋白、李维汉共三人被选为临时政治局常委，12月广州起义时任广州工农民主政府主席。
1928年2月参加在莫斯科举行的赤色职工国际第4次代表大会，当选为共产国际“六大”执行委员。1928年6月中共六大上，与向忠发、项英、周恩来、蔡和森共五人当选为中共中央政治局常委。1929年1月回国，因積勞成疾於2月25日病逝于上海。

## 家庭
女儿苏丽娃、儿子苏河清。

## 轶事
1985年11月16日，邓颖超在与苏兆征的女儿苏丽娃、儿子苏河清谈话时透露：中共中央曾经准备让苏兆征同志担任党中央总书记职务，只可惜他积劳成疾，43岁就过早逝世了，来不及实现。

## 故居
其在珠海的故居在第七批近现代重要史迹及代表性建筑审核中评为全国重点文物保护单位，是一栋64平米的青砖土木建筑。